# U-ka saegusa IN db Final Best
『U-ka saegusa IN db Final Best』（ユーカ・サエグサ・イン・デシベル・ファイナル・ベスト）は、三枝夕夏 IN dbの2枚目のベスト・アルバム。

## 内容
- 解散に伴いリリースされる、約2年7ヶ月ぶりとなるベスト・アルバム。
- 7年半の活動の間にリリースされたシングル曲25曲を時系列順で全て収録。その他、メモリアルナンバーとして選ばれたアルバム曲2曲、既存曲を2010 ver.として新録した曲を2曲、ベスト・アルバム用の未発表曲2曲と、JEWELRYに作詞提供した楽曲のセルフカバー1曲を収録している。
- 19枚目のシングル「明日は明日の風の中.....夢の中／新しい自分へ変わるスイッチ」は2曲ともアルバム初収録（これを含め、アルバム初収録作品が7曲ある）。

## 収録曲

### DISC1
1. Whenever I think of you
  - 作詞：三枝夕夏　作曲・編曲：徳永暁人

1stシングル
2. It's for you
  - 作詞：三枝夕夏　作曲：川島だりあ　編曲：池田大介

2ndシングル
3. Tears Go By
  - 作詞：三枝夕夏　作曲：大野愛果　編曲：徳永暁人

3rdシングル
4. CHU☆TRUE LOVE
  - 作詞：三枝夕夏　作曲：大野愛果　編曲：徳永暁人

4thシングル
5. I can't see, I can't feel
  - 作詞：三枝夕夏　作曲・編曲：小澤正澄

5thシングル
6. 君と約束した優しいあの場所まで
  - 作詞：三枝夕夏　作曲・編曲：小澤正澄

6thシングル
7. 眠る君の横顔に微笑みを
  - 作詞：三枝夕夏　作曲：大野愛果　編曲：小澤正澄

7thシングル
8. へこんだ気持ち 溶かすキミ
  - 作詞：三枝夕夏　作曲：大野愛果　編曲：小澤正澄

8thシングル
9. 笑顔でいようよ
  - 作詞：三枝夕夏　作曲：大野愛果　編曲：小澤正澄

9thシングル
10. いつも心に太陽を
  - 作詞・作曲：三枝夕夏　編曲：小澤正澄

10thシングル
11. 飛び立てない私にあなたが翼をくれた
  - 作詞：三枝夕夏　作曲：大野愛果　編曲：小澤正澄

11thシングル
12. ジューンブライド ～あなたしか見えない～
  - 作詞：三枝夕夏　作曲・編曲：徳永暁人

12thシングル
13. 君の愛に包まれて痛い
  - 作詞：三枝夕夏　作曲：水野幹子　編曲：古井弘人

13thシングル
14. 愛のワナ
  - 作詞：三枝夕夏・水野幹子　作曲：水野幹子　編曲：古井弘人

14thシングル
15. Fall in Love
  - 作詞・作曲：三枝夕夏　編曲：古井弘人

15thシングル
16. Everybody Jump
  - 作詞：三枝夕夏　作曲：岩井勇一郎　編曲：古井弘人

16thシングル

### DISC2
1. 太陽
  - 作詞・作曲：三枝夕夏　編曲：小林哲

17thシングル
2. 雲に乗って
  - 作詞・作曲：三枝夕夏　編曲：葉山たけし

18thシングル
3. 明日は明日の風の中......夢の中
  - 作詞・作曲：三枝夕夏　編曲：葉山たけし

19thシングル「明日は明日の風の中.....夢の中／新しい自分へ変わるスイッチ」の1曲目。アルバム初収録。
4. 新しい自分へ変わるスイッチ
  - 作詞・作曲：三枝夕夏　編曲：葉山たけし

19thシングル「明日は明日の風の中.....夢の中／新しい自分へ変わるスイッチ」の2曲目。アルバム初収録。
5. 雪どけのあの川の流れのように
  - 作詞・作曲：三枝夕夏　編曲：葉山たけし

20thシングル
6. 誰もがきっと誰かのサンタクロース
  - 作詞：三枝夕夏　作曲：大野愛果　編曲：葉山たけし

21stシングル
7. もう君をひとりにさせない
  - 作詞：三枝夕夏　作曲：大野愛果　編曲：小澤正澄

22ndシングル
8. いつも素顔の私でいたい
  - 作詞：三枝夕夏　作曲：大野愛果　編曲：葉山たけし

23rdシングル
9. 夏の終りにあなたへの手紙書きとめています
  - 作詞：三枝夕夏　作曲：大野愛果　編曲：葉山たけし

24thシングル
10. 青春の空
  - 作詞：三枝夕夏　作曲：岩井勇一郎　編曲：小林哲

2ndアルバム『U-ka saegusa IN db II』収録曲。
11. 吹きすさぶ風の中で
  - 作詞：三枝夕夏　作曲：徳永暁人　編曲：小澤正澄

2ndアルバム『U-ka saegusa IN db II』収録曲。WAGの「吹きすさぶ風の中で」のセルフカバー。
12. 飛び立てない私にあなたが翼をくれた ～2010 ver.～
  - 作詞：三枝夕夏　作曲：大野愛果　編曲：葉山たけし

11thシングルの新録。
13. Shocking Blue ～2010 ver.～
  - 作詞：三枝夕夏　作曲：大野愛果　編曲：葉山たけし

1stアルバム『三枝夕夏 IN db 1st 〜君と約束した優しいあの場所まで〜』収録曲の新録。
14. 咲き誇れ
  - 作詞：三枝夕夏　作曲：大野愛果　編曲：徳永暁人

未発表曲
15. 笑っちゃうね こんなにも好きで仕方ないなんて
  - 作詞：三枝夕夏　作曲・編曲：小澤正澄

未発表曲
16. 忘れないで
  - 作詞：三枝夕夏　作曲：大野愛果　編曲：小澤正澄

JEWELRYの「忘れないで」のセルフカバー。

## レコーディング参加
- 大賀好修 - ギター
- 小澤正澄 - ギター
- 葉山たけし - ギター
- 三好誠 - ギター、コーラス
- 小林哲 - シンセサイザー
- 古井弘人（GARNET CROW） - シンセサイザー
- 徳永暁人（doa） - プログラミング、コーラス
- 宇浦冴香 - コーラス
- 宇徳敬子 - コーラス
- 大田紳一郎（doa） - コーラス
- 大野愛果 - コーラス
- 岡崎雪 - コーラス
- 荒神直規 - コーラス